# Rawd al-Qirtas
Rawḍ al-Qirṭās (en arabe : روض القرطاس) est un texte écrit en arabe au début du XIVe siècle par 'Alī ibn ʻAbd Allāh Ibn Abī Zarʻ al-Fāsī. Il contient de nombreux détails sur le Maroc, la péninsule Ibérique et l'Algérie.

## L'œuvre
Le titre entier de l'œuvre est Kitāb al-ānīs al-muṭrib bi-rawḍ al-qirṭās fī ākhbār mulūk al-maghrab wa tārīkh madīnah Fās mais est généralement abrégé par le nom Rawd al-Qirtas. Elle est composée de quatre parties allant d'Idris Ier en 788 à la dynastie Mérinide en 1326 : 
- Les rois Idrissides,
- Les Almoravides,
- Les Almohades,
- Les Mérinides,

## Controverses
Les chercheurs considèrent que la première et la dernière partie bien qu'imparfaites contiennent d'importantes informations sur cette période. Par contre les deux autres parties concernant les Almoravides et les Almohades contiennent plusieurs contradictions chronologiques, erreurs et omissions qui rendent le texte peu fiable pour cette période. 

## Traductions
En 1860, une version française traduite par Auguste Beaumier est imprimée, mais selon les historiens elle apparaît comme erronée. Une seconde version sortie en 1964 est considérée comme plus fiable et est plus souvent utilisée.

## Sources
- (en) Cet article est partiellement ou en totalité issu de l’article de Wikipédia en anglais intitulé « Rawd al-Qirtas » (voir la liste des auteurs).